# Lipovec pri Škofji vasi
Lipovec pri Škofji vasi este o localitate din comuna Celje, Slovenia, cu o populație de 35 de locuitori.